# Vera Vergani

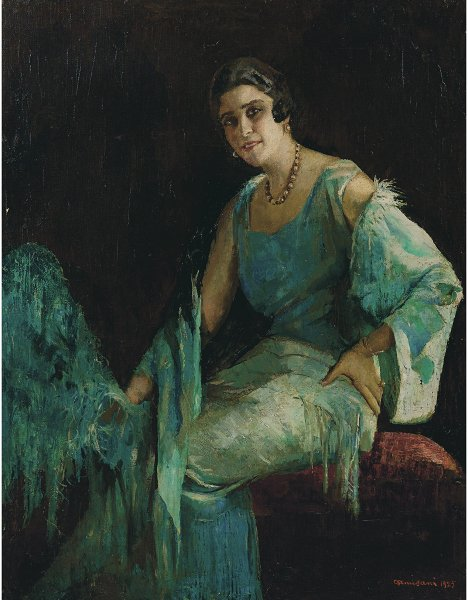
Retrato de Vergani porGiuseppe Amisani.

Vera Vergani (1894–1989) foi uma actriz italiana. Ela estrelou em vários filmes mudos. Foi a mãe do produtor de cinema Leo Pescarolo.

## Filmografia seleccionada
- O medo do amor (1920)
- Caterina (1921)
- O Sonhador (1965)